# Phymorhynchus ovatus
Phymorhynchus ovatus é uma espécie de gastrópode do gênero Phymorhynchus, pertencente a família Raphitomidae.